# Lockheed Martin FB-22
Lockheed Martin FB-22 (đôi khi còn gọi là Strike Raptor) là một loại máy bay ném bom tàng hình được đề xuất cho Không quân Hoa Kỳ. Thiết kế của nó có nguồn gốc từ F-22 Raptor. Lockheed Martin đã đề xuất ý tưởng thiết kế của họ như một "máy bay ném bom tầm trung" nhằm bổ sung cho phi đội máy bay ném bom chiến lược cũ kỹ của Hoa Kỳ. Tuy nhiên, Lockheed Martin dường như đã đình chỉ kế hoạch về FB-22 sau Quadrennial Defense Review năm 2006, đồng thời Bộ Quốc phòng yêu cầu một máy bay ném bom chiến lược mới vào năm 2018.

## Thiết kế và phát triển
Năm 2001, Lockheed Martin bắt đầu nghiên cứu về tính khả thi của FB-22 khi công ty tìm cách tận dụng thiết kế và khả năng của F-22 Raptor. Dự án được phát triển dựa trên kinh nghiệm thu thập được từ Chiến dịch Tự do Bền vững ở Afghanistan, nơi chứng minh vai trò và hiệu quả của máy bay ném bom trong môi trường ít có mối đe dọa phòng không như tên lửa đất đối không. F-22, trong khi được thiết kế như một máy bay tiêm kích chiếm ưu thế trên không, đã thể hiện khả năng tấn công không đối đất ở một mức độ nhất định.
Một trong những mục tiêu chính của các nghiên cứu nội bộ là khai thác khả năng tấn công không đối đất của F-22 mà vẫn giữ chi phí ở mức tối thiểu. Để đạt được mục tiêu này, công ty đã đưa ra một số khái niệm chứng kiến sự thiết kế lại đáng kể liên quan đến cấu trúc thân và cánh, đồng thời vẫn giữ lại phần lớn hệ thống điện tử hàng không của F-22. Với thiết kế ban đầu, Lockheed Martin đã kéo dài và mở rộng thân máy bay để tăng tải trọng vũ khí bên trong. Sau đó, người ta thấy rằng làm như vậy sẽ phải chịu một khoản bù chi phí từ 25-30% về trọng lượng, vật liệu và sự phát triển. Thay vào đó, công ty vẫn giữ nguyên thân máy bay trong khi mở rộng hình dạng cánh thành cánh tam giác. Thiết kế cánh tam giác, gấp khoảng ba lần cánh của F-22, cho phép máy bay lưu trữ một lượng vũ khí và nhiên liệu nhiều hơn. Các số liệu khác nhau cho thấy tải trọng của FB-22 là 30 đến 35 quả GBU-39 Small Diameter Bomb; con số này so với tải trọng của F-22 là 8 vũ khí nặng 250 pound (110 kg) giống như vậy. Không như F-22, FB-22 được thiết kế để có thể mang bom với kích thước lên tới 5.000 pound (2.300 kg). Tải trọng chiến đấu tối đa của máy bay là 15.000 pound (6.800 kg) trong cấu hình tàng hình và 30.000 pound (13.600 kg) trong cấu hình không tàng hình. Ngoại trừ cánh, máy bay sẽ giữ lại phần lớn thiết kế của F-22. Điều này bao gồm 80% hệ thống điện tử hàng không, phần mềm và các hệ thống kiểm soát bay. Điểm chung này cũng sẽ giúp giảm đáng kể chi phí tích hợp phần mềm cho máy bay.
Tầm hoạt động gần như tăng gấp ba lần từ 600 dặm (970 km) lên hơn 1.600 dặm (2.600 km), thậm chí có thể mở rộng thông qua tiếp nhiên liệu từ bên ngoài. Điều này đã đặt FB-22 vào danh mục máy bay ném bom tầm trung, tương đương với F-111 Aardvark, vì nó được dự định thay thế cho F-15E Strike Eagle cũng như đảm nhận một số nhiệm vụ của B-1 Lancer và B-2 Spirit. Theo Air Force Magazine, sự kết hợp giữa tầm bay và tải trọng của FB-22 sẽ mang lại hiệu quả tương đương với B-2 được trang bị bom nặng 2.000 pound (910 kg). Thiết kế cũng có thể đã được điều chỉnh để sử dụng một động cơ mạnh hơn, chẳng hạn như Pratt & Whitney F135 của F-35 Lightning II hoặc General Electric/Rolls-Royce F136. FB-22 có tốc độ tối đa là Mach 1,92. Dù năng lực chiếm ưu thế trên không giảm đi nhiều so với F-22 do nhấn mạnh khả năng tấn công không đối đất trong khi vẫn duy trì các đặc tính tàng hình, FB-22 vẫn giữ được khả năng không chiến tương đối mạnh.
Một khía cạnh nảy sinh trong giai đoạn đầu của quá trình thiết kế là việc xem xét rằng Boeing sẽ chịu trách nhiệm công đoạn cuối cùng là lắp ráp máy bay. Vào thời điểm đó, Lockheed Martin đang chế tạo phần giữa thân máy bay tại nhà máy của hãng ở Fort Worth, Texas, trong khi việc lắp ráp F-22 diễn ra ở Marietta, Georgia. Tuy nhiên, vì Boeing chịu trách nhiệm sản xuất các bộ phận của thân máy bay và quan trọng hơn là cánh, cũng như tích hợp hệ thống điện tử hàng không, nên việc giao công đoạn lắp ráp cho Boeing được xem là thận trọng.
Tháng 2 năm 2003, trong một phiên họp với Ủy ban Dịch vụ Vũ trang Hạ viện Hoa Kỳ, Bộ trưởng Không quân Hoa Kỳ James G. Roche nói rằng ông đã hình dung Không quân Hoa Kỳ sẽ mua 150 chiếc FB-22 để bay phối hợp với 381 chiếc F-22 Rapter cùng phi đội B-1 Lancer, B-52 Stratofortress và B-2 Spirit. Năm 2004, Lockheed Martin chính thức giới thiệu FB-22 cho Không quân Hoa Kỳ nhằm đáp ứng yêu cầu về một máy bay ném bom chiến lược tiềm năng như một giải pháp tạm thời để đi vào hoạt động trong năm 2018. Do những công việc đã được thực hiện trên F-22, chi phí phát triển dự án được ước tính chỉ bằng 25% so với việc phát triển một máy bay ném bom mới, cụ thể chi phí phát triển dự kiến là 5-7 tỉ USD (thời giá năm 2002) bao gồm chi phí cho khung máy bay là 1 tỉ USD (thời giá năm 2003), đồng thời Lockheed Martin tuyên bố rằng việc mua FB-22 sẽ giúp Lầu Năm Góc tiết kiệm hơn 10 tỉ USD trong hai thập niên tới chỉ tính riêng chi phí hậu cần. Sau đó, người ta tiết lộ rằng sáu phiên bản khác nhau của máy bay FB-22 đã được đệ trình, tuy nhiên đặc tính, trọng tải và tầm bay vẫn chưa được xác định. Ngoài ra, là một máy bay ném bom tàng hình, FB-22 được các nhà thiết kế đưa ra tùy chọn khoang vũ khí rời có khả năng tàng hình để treo dưới cánh, đảm bảo cho máy bay vẫn duy trì tính năng tàng hình khi mang thêm vũ khí hay nhiên liệu, còn trước đây máy bay chỉ có thể tàng hình nếu nó mang vũ khí bên trong. Tuy nhiên, kế hoạch về FB-22 dường như đã bị hủy bỏ bởi Quadrennial Defense Review năm 2006 và trong những phát triển tiếp theo, Bộ Quốc phòng ủng hộ một máy bay ném bom chiến lược mới có tầm hoạt động lớn hơn nhiều.

## Các thông số kỹ thuật
Dữ liệu lấy từ Miller, Tirpak
- Kíp lái: 2 (cơ trưởng, cơ phó)
- Trọng lượng cất cánh tối đa: 120.000 lb (54.431 kg)

Hiệu suất bay
- Vận tốc cực đại: Mach 1,92
- Tầm bay: 2.071 mi; 3.334 km (1.800 nmi) (bán kính chiến đấu)[2]
- Số G giới hạn: 6 g

Vũ khí trang bị

- Tên lửa: 2 × AIM-120 AMRAAM
- Bom: 30 × GBU-39 Small Diameter Bomb